# 朋友遊戲
《朋友遊戲》是山口尊擔任原作、漫畫家佐藤友生負責原畫的日本漫畫作品，由講談社出版，於《別冊少年Magazine》2014年1月號至2024年9月號連載。
2016年10月4號發表真人電視劇與電影化的消息，电视剧此后于2017年上映。2021年11月，宣布電視动画化，并将于2022年4月5日开播。 2022年7月，再次被改編為真人版日本電視劇《朋友遊戲R4》。

## 故事簡介
少年「片切友一」班上校外教學旅行的錢被偷了，而偷錢的那個人就是自己好朋友5人組中的一人，那個人因欠下2千萬的債務，而偷走錢當做報名朋友遊戲的報名費，想要好朋友一起幫忙還清負債。雖然5人之間並不清楚是誰做出這件事，可是基於友情，眾人決定一同承擔並參加遊戲。可是事情卻沒有想像中的簡單，只因為他們之中出現了背叛朋友的人！？5人之間的友情將何去何從呢！？

## 登場人物
※ 「聲」為動畫版聲優，「演」為真人化電視劇、電影的演員。

### 主要人物
片切友一（斯波友一）（聲：小林千晃、海弓シェリ（幼少期），演：吉澤亮（2017）／浮所飛貴（2022））
本作主角。高中二年級，二年A組。家裡貧窮、待人溫柔隱忍，內心極度扭曲腹黑，性格狠毒狡詐，但一直相信著媽媽跟他說的話「朋友比錢重要」。
在朋友遊戲的過程中，展現平常沒有的他。在第二輪中發現即使全程提交白紙依然能安全通關，也發現天智與平常不一樣的變化，與其他人聯手執行計畫，後使天智自己承認是他把大家捲入朋友遊戲。
要結束時，說出自己曾在第7局說了「四部誠殺過人」的謊，而實話為自己殺過3個人，斯波大善和自己的母親，被神罰為第一名後跟天智一起進入第3輪。在第3輪時，一開始不做任何的行動並按照計劃的推動，慢慢抓住每個人之間的連結和個性，最後使用美人計讓百太郎倒戈並以此威脅主將投降。第3輪的過程中說了「為了贏可以不擇手段」。
在特別篇時，被黑木弄成重傷，而自己向黑木提出挑戰「切手指猜拳」，贏了要行罰時卻因失血過多而倒下，目的只是把黑木自己所說的「聰明」、「有膽」、「不出賣朋友」這3點反駁掉。之後在醫院裡，C組監視員說出他以前的名字「斯波友一」以及他的過去並跟他說把朋友遊戲破完，一切都會真相大白，朋友遊戲為何存在還有誰是真正的背叛者。在第4輪時，因天智說服滿失敗後，以匯款詐騙的方式利用心木的身體把老師騙出來並用手機拍照存證，以威脅老師將錢收齊，且讓老師以辭職代替有罪，使四部無罪釋放。
參加了成年人的朋友遊戲。與京跟黑木為敵隊。與京各持有一枚越獄的鑰匙，並一同暗中操縱。在最後一天與京一起越獄。
在「友情的牢籠」中，編號：No.0007。
美笠天智（聲：濱野大輝，演：山田裕貴（2017）／佐藤龍我（2022））
高中二年級，二年A組。學年頂級的天才，學習好、交流能力也是頂尖。
表面看似冷淡的傢伙但連老師在內沒有說他不好的。擔任主角們的和事佬。將主角們帶入朋友遊戲的人，也是偷了畢業旅行參加費的人。參加朋友遊戲只為了報復志法，因志法奪走他最重要的人「父親」。
比志法大一歲的青梅竹馬，雙方的父親互相認識，感情很好。天智的好朋友都喜歡著志法還因此把錢都花在志法上面導致欠了1,000萬，參加了朋友遊戲，後在第3輪因朋友倒戈，導致自己欠了2,000萬，他在回家告知父親這件事之後，父親表示他會去向志法的父親問問看，沒想到一去之後就沒有再回來，從澤良宜涉口中得到父親疑似自殺的事情，之後便憎恨著志法，認為父親的死因並不單純。後轉學到志法的學校進行復仇。
在第二輪結束時，也說了「自己喜歡著澤良宜」是謊話並說自己喜歡的是友一。認為友一是他能為自己父親復仇的最大幫手，才選擇跟友一一起進第3輪。在特別篇因友一發現朋友遊戲是假的，聯繫真正的主辦方到現場逮黑木。在第4輪時，為了救四部只好逼自己對花宮滿撒謊，但看見花宮滿信任自己的表情跟當初的自己一樣，後以失敗收尾。之後跟班上同學坦承是自己偷了畢旅的錢。也在第四輪結束跟心木和四部道歉。
提出休學後，參加了成年人的朋友遊戲。在殘殺朋友遊戲中得知了須原岳受到指示殺死父親的真相，隨後加入澤良宜組對抗心木組，在掩護志法脫離殭屍追捕時被殭屍捕獲出局，成為主角團第一個脫離的人，分別前和友一兩人鼓勵志法要在最後一輪遊戲中相信自己的正義。
澤良宜志法（聲：宮本侑芽，演：内田理央（2017）／久保田紗友（2022））
高中二年級，二年A組的副班長（實質上為班長）。有著警察的父親所以最討厭罪惡的事。吵架很強悍，各種方面都是能依靠的人。喜歡友一。
在中學時曾經因為被綁架虐待而整過型，在四部誠失控脫她衣服時發現她身上有著巨大的傷痕。事件結束後父母離異，為此志法非常認真鍛鍊體格和格鬥。
在第3輪結束後，因告訴自己的爸爸，四部正一的罪狀覺得不安心跑來找四部誠，後被失控的四部脫衣服而奪門而出，之後失蹤。後在成人的朋友遊戲第二輪前半程「輪船賭博」再次出現，身著與朋友遊戲營運方的制服，推測其與營運方有所關係。在成人的朋友遊戲第二輪後半程「朋友殘殺遊戲」中，因片切組的京下落不明，被營運方派遣去暫替京進行遊戲，救下了被心木一行人抓住的四部等人，後來找到了友一，但她被友一懷疑是叛徒，因而在友一的威脅下踢昏他並帶著昏迷的友一逃走，但友一還是被殭屍抓住，友一在臨死前對她說道：「要不擇手段贏得朋友遊戲」使她化身魔鬼威脅隊友，在四部勸說下才冷靜下來並智取了黑色子彈。是朋友殘殺遊戲中存活的五人之一（心木友都、片切友一、澤良宜志法、斯波真次和四部誠）。
四部誠（聲：大野智敬，演：大倉士門（2017）／井上瑞稀（2022））
高中二年級，二年A組的班長。體育萬能且家裡很有錢。天然、不怎麼會說話。喜歡澤良宜。母控，喜歡成熟大姐姐。到國二還跟媽媽一起洗澡。
在第3輪結束後，父親四部正一失蹤而自己被發現身處案發現場且全身是血，使大家進行第4輪遊戲。第4輪結束時，說出並非自己說出朋友遊戲而是自己的爸爸說出來的。自己並不是殺了爸爸的兇手，當自己醒來時，已全身是血。赫然發現似乎跟澤良宜有關聯。「朋友殘殺遊戲」的最後心木組和澤良宜組正面對決時被斯波真次告知朋友遊戲的主辦人是父親四部正一，為此從澤良宜組叛變，下定決心要撐到最後，目的是要詢問父親建立朋友遊戲的原因。
在「友情的牢籠」中，編號：No.0010。因對種田施加暴力而失去資格。
心木遊（聲：天野聰美，演：根本凪（2017）／橫田真悠（2022））
高中二年級，二年A組。不常說話的溫柔少女，似乎喜歡動漫之類的。一年級常被欺負，但在二年級澤良宜的班上就沒被欺負過了。在中學時因害怕被欺負，認為錢能使自己不被欺負，而跑去做援交，但由於感到害怕而取消，故仍是處女。喜歡友一。看似是個柔弱，特別愛笑，容易被騙的老好人，會為朋友著想，溫柔的女孩子。在天智要偷錢時跟他撞上，因此鋼筆劃過天智的眼角。
母親被斯波大善透過片切友華詐取大量金錢，不得已的情況下以自身肉體為擔保向包含了心木父親的同事在內的許多人借錢。東窗事發後心木的父親大發雷霆開始對妻子拳腳相向，在妻子逃離家後為了面子仍然背下了她欠下的債務，並把施暴的對象轉移為心木，但此時又被斯波大善詐騙，最終不堪負荷而自殺。在父親自殺後，心木和母親團聚，現在兩人一同居住。
實質上是個好強，容易發火，喜歡欺騙他人的人，是片切組裡的背叛者之一，真正引導眾人參加朋友遊戲的始作俑者。實際上是真的有進行過援交的女生，在援交的過程中認識了四部正一，得知自己家庭破碎的真相，因此想和友一一起來參加一次朋友遊戲。在成人的朋友遊戲第二輪後半程「朋友殘殺遊戲」中，聘請專業殺手須原岳和真次來幫助操控局勢及幹掉片切友一，甚至還把聰音推下懸崖。
紫宮京（聲：小野賢章，演：浦上晟周（2017）／藤井直樹（2022））
高中一年級（15歲）。籃球隊隊員。稱自己為「天才」。討厭笨蛋。因自己的籃球主將被友一在捉迷藏遊戲環節中輕鬆欺騙從而敗北，於是決定參加成年人的朋友遊戲向友一報仇（欺騙黑木的說詞，看似上吊的畫面其實是單手拉單槓）。在「友情的牢籠」中，與友一各持有一枚越獄的鑰匙，並一同暗中操縱。在最後一天與友一一起越獄。通關「友情的牢籠」後，因對友一感到有趣，加入友一隊伍一同參加接下來的成年人的朋友遊戲。在通關第二輪前半程「輪船賭博」後，澤良宜志法找到京，告知京她並非背叛者及表明自己已經知道兩個背叛者中的其中一個人。在「朋友殘殺遊戲」中被心木威脅因而自己跳下懸崖，最後被天智救下，和天智在島上的大決戰時為了掩護澤良宜逃跑而被殭屍捕獲出局。
在成人的朋友遊戲「友情的牢籠」中，編號：No.0001。

### 朋友遊戲官方
瑪拉布君（聲：高山南，演（聲）：天月（2017））
在深夜動畫中出現的以一副可愛的面貌從孩子們那偷盜重要東西的角色，因內容過激馬上被腰斬。
在每輪遊戲都會以不同職稱出現說明遊戲的玩法。
四部正一
朋友遊戲官方的幕後主使，四部誠的爸爸，是名議員。用錢骯髒，貪汙。死因不明，原被認為是四部情緒失控所殺，但實際上是假死，而四部誠在「友罪審判」中靠友一等人獲得無罪。
水瀬瑪麗亞（聲：上田麗奈，演：上野優華（2017）／片山友希（2022））
為C組的監視員。曾參加第3輪遊戲與友一同組，被友一發現是官方派來的人。
月野（聲：伊藤靜）
為C組的監視員。監視和說明參加者在遊戲中的行動。覺得片切友一是個不得了的存在，稱他為「怪物」，相當看重他。在片切因黑木而受重傷時，跟他說只要通關遊戲，一切都會真相大白。認為朋友之間有著利益存在。
玉井玲子（聲：水樹奈奈，演：加藤明子（2017））
為K組的監視員。
東條連
為帶友一一行人前往成年人的朋友遊戲第二輪參加會場的引導員。前半程「人生賭博」客船「榮光之日號」的負責人。
南理武
前半程「人生賭博」客船「海洋之夢號」的負責人。
西澤晶
前半程「人生賭博」客船「無畏陽光號」的負責人。被官方指派混入最後的友盡遊戲，不過身分曝光而被友一逼迫以假自殺的方式提前退場。

### 朋友遊戲關係者
第三輪朋友遊戲 「友情躲貓貓」參加者
K組成員
門倉十藏（聲：稻田徹，演：上松大輔（2017）／岩崎大昇（2022））
高中三年級（18歲）。籃球隊主將。為帶他們入朋友遊戲的人。表面上是老大，實質聽命於京。因友一用百太郎威脅，只好按下投降按鈕導致輸了第3場遊戲。後由京出面參加成年人的朋友遊戲而隱藏行蹤。
鬼瓦百太郎（聲：谷山紀章，演：Silkroad（2017）／豬狩蒼彌（2022））
高中二年級（17歲）。籃球隊隊員。個性暴躁衝動，但卻非常單純。表面惹人厭，實則對任何人都非常溫柔，尤其女性。容易陷入別人的讚美，而忘了危機意識。
柱谷千聖（聲：柿原徹也，演：財木琢磨（2017）／金指一世（2022））
高中二年級（17歲）。籃球隊隊員。善於應付女生。
紫宮京（聲：小野賢章，演：浦上晟周（2017）／藤井直樹（2022））
高中一年級（15歲）。籃球隊隊員。稱自己為「天才」。討厭笨蛋。
詳細請參見主要人物「紫宮京」。
丹羽萬里（聲：小野大輔，演：町山博彦（2017）／那須雄登（2022））
高中三年級（18歲）。籃球隊隊員。與京是青梅竹馬，被其稱之為萬里哥。在第3輪遊戲輸時對京說了自己的人生格言；“失敗”總有一天會成為巨大的財富。

### 成人的朋友遊戲關係者
第一輪成人的朋友遊戲「友情的牢籠」參加者
田上 源三
53歲，原是某公司的社長。鄙視不會工作的廢物。
瞧不起後田渡想把他流放，後因後田渡跑票，使自己成為第一位被流放的參加者。
在「友情的牢籠」中，編號：No.0009。
後田 渡
31歲，獨自一人，工作效率慢，原是便利商店的員工。因倒戈到京組使田上 源三被流放，第三位被流放的參加者。
在「友情的牢籠」中，編號：No.0011。
不動 南
25歲，友一組的成員。曾與黑木交往過。因黑木多次向南借錢不還，在一次交通事故中欲對黑木見死不救。起初在「友情的牢籠」中未認出整容後的黑木，後來相認。因對黑木見死不救抱有愧歉，一直為黑木向友一求情。但由於黑木劣根性不改，最終決定放棄，在友一和京逃離前象徵性的揍了友一一拳便因暴力行為而失去資格，讓黑木獨自背負全部的債務。
在「友情的牢籠」中，編號：No.0012。
種田 流星
27歲，最先跟四部誠搭話的，是GLESEL的忠實粉絲。本職為各種方法騙人的一流詐欺師。
在「友情的牢籠」中，編號：No.0008。後被證實為已兩次攻略朋友遊戲的人。因被宮部色誘而使自己被同隊4人毆打，4人因暴力行為而失格的同時，造成種田為1：4的狀態，而成為第四位被流放的參加者。
宮部 紗央莉
27歲，四部家的原傭人，非常討厭四部家的人，只為了還父親欠四部正一的錢才逼不得已做的。由於四部正一離婚時，四部誠因為大量的金錢選擇跟著父親，對其非常反感，參加成人的朋友遊戲的目的只為了確認四部誠的人性。在色誘種田後因為暴力行為而失去資格。
在「友情的牢籠」中，編號：No.0006。
水谷惠子
42歲，京組的成員。
在「友情的牢籠」中，編號：No.0005。因對種田施加暴力而失去資格。
川上 實
27歲，京組的成員。
在「友情的牢籠」中，編號：No.0003。因對種田施加暴力而失去資格。
山下 健二
京組的成員，第二位被流放的參加者。是番外篇的主角。
在「友情的牢籠」中，編號：No.0002。
黑木（岩本悟）（聲：福山潤）
頭腦不太行，愛用暴力。原名為岩本悟，曾與不動南交往過。在一次交通事故中，左半身遭到猛烈撞擊而毀容，後整容並更名為黑木。
綁架心木並逼使友一參加朋友遊戲特別篇「弱者得勝遊戲」。其後從友一向黑木提出的挑戰「切手指猜拳」中，失去了黑木自己所說的「聰明」、「有膽」、「不出賣朋友」。但因冒充朋友遊戲官方而被迫參加成人版的朋友遊戲。
在「友情的牢籠」中，原被友一耍的團團轉而極討厭友一，但一度與友一等人互相幫助。然而，在獲得友一製造的假鑰匙後暴露本性。在友一與京越獄後，成為「友情的牢籠」的唯一輸家，負債四億日元。
在「友情的牢籠」中，編號：No.0004。

### 其他的登場人物
斯波大善
友一稱之為「老師」，灌輸友一世界上最重要的東西就是金錢。教導友一一個人活下去的辦法，金錢的力量以及金錢的可怕之處。告誡友一絕對不能接觸賭博，但仍教導友一賭博的必勝法。友一認為其是一個人渣，被友一所殺。
片切友華
友一的養母，教導友一溫柔待人和做人的尊嚴，告訴友一朋友比金錢更加重要。友一打心底愛著友華，但仍被友一所殺。
澤良宜涉（聲：大塚明夫）
澤良宜的爸爸，職業為刑警。雖然是對外發布美笠優高自殺的人，但實際上他馬上就知道美笠優高的死因不單純。但他接手優高的遺志試圖調查朋友遊戲的主辦單位導致志法被綁架和虐待，因而和妻子離婚。事件後就不曾在志法面前提過正義，但背地裡一直沒有終止調查，但因為主辦單位勢力龐大，在完全確定情報前無法向天智透露。
美笠優高（聲：家中宏）
天智的爸爸，職業為檢察官。被認為是自殺，天智認為爸爸的死與澤良宜志法有極大關聯。實際上的死因是因為聽到兒子談論朋友遊戲而試圖調查主辦單位，被主辦單位派出的殺手須原岳暗殺。
花宮滿（聲：原田彩楓）
成績優秀，但始終贏不過天智，一開始討厭他但漸漸慢慢喜歡上他。後被天智欺騙，已不信任他。
西山友紀子
一直以來不斷轉校，沒怎麼交過朋友。每次轉校時都會打聽班上關係最好的群體並將其人際關係破壞。來到友一等人的學校時，不斷被友一阻撓而失敗。後被一群小混混綁去拍成人影片，被友一所救並成為朋友。推測在轉校至友一等人的學校三星期後轉校至其他學校。

## 朋友遊戲的內容
概要
- 每通關（含附加關卡）一次可得200萬做為獎金。
- 遊戲的參加費為總借出去錢的一成。
- 參加遊戲的場合下的欠款，遊戲者平均分擔，依遊戲進行中減少。
- 名牌背面寫欠款金額，但欠款數字不能給任何人看到，違反者欠款兩倍。可用嘴說。

### 第1輪遊戲「筆仙遊戲」
概要(EPISODE.001~003)
在一間教室裡進行，桌上有一枚十元硬幣和筆仙大人。與平常的筆仙玩法相似。由出題者出題，當全體都選擇「是」或「否」時硬幣會移動到是或否的地方且筆仙大人雙手上舉，而遊戲通關。當有一人與其他人的答案不同時，筆仙大人為少數方一派，將硬幣往少數方選擇的答案移動。
基本規則
- 在遊戲過程中，除了出題者之外，其他人不得出聲，違反者欠款兩倍。
- 當遊戲結束，五人的答案都是錯誤時，會有「最下位懲罰」，即負債最多的人要承擔全數為2000萬的債務。

### 第2輪遊戲「說壞話雙六」
概要(EPISODE.004~010)
在學校的頂樓進行，地上有格子共60格。
每局都會發「壞話紙」，在上面寫朋友的秘密（每人可寫一件以上），由出資辦朋友遊戲的人來判斷誰最不可原諒。結果出來為最高者，前進5格、最少者，前進1格。抵達終點的人，獎金為200萬、沒到終點的人，獎金追加100萬和可選擇不參加第3輪。可交白紙，但最後結束時全體只能拿200萬。且全體強制進第3輪遊戲。當進入壞話亭時，未滿3分鐘不可出來。當有人說謊時，將會被「神罰」強制成為第1名。
基本規則
- 本次所增加的負債（僅這輪遊戲）由到達終點者一人承擔。

### 第3輪遊戲「友情躲貓貓」
概要(EPISODE.014~020)
在廣袤的森林中玩躲貓貓，採對戰形式。贏方得以通過第3輪、輸方直接遊戲結束。從各自的隊伍中選擇一人為「躲藏者」，剩下則全為「探索者」。先找到敵方的「躲藏者」就贏得比賽。可進食和聯絡（每人一隻手機，可和任何人連繫）。
「躲藏者」的權利為「投降」。
「搜索者」的權利為「倒戈」只可進行一次。贏了（倒戈過去的隊伍）也無法進入第4輪，但倒戈者的欠款由原同伴平均承擔，自己則無欠款。輸了（倒戈過去的隊伍），倒戈者回來原本的隊伍繼續參加第4輪且增加敗北隊伍的欠款平均值。
基本規則
違反以下，直接欠款兩倍且當場敗北。
- 禁止向敵方隊員使用暴力，己方隊員則不受此限。
- 「躲藏者」在遊戲過程中選擇好地點即不能再進行移動。
- 禁止進行名牌間的交付行為。

### 特別篇「弱者得勝遊戲」
概要(EPISODE.021~024)
此遊戲的對象為片切友一，以綁架心木為由迫使友一參加。可選擇參加或不參加。友一需受到3次「肉體的痛苦」，能使友一不受傷害的方法為心木代替友一受罰。
選擇讓誰痛苦的只有心木。
第1項痛苦：選擇一人被「剛力君」揍。心木選擇自己的話打一拳，選擇友一則打三拳。
第2項痛苦：剝掉手指的指甲。心木選擇自己的話是剝1片，選擇友一則剝3片。
第3項痛苦：心木選擇自己則將自己的衣服脫光（精神上的痛苦），選擇友一則被刀剜三下（肉體上的痛苦）。
基本規則
- 遊戲途中友一說話，兩人都要承擔痛苦。

#### 切手指猜拳
概要(EPISODE.025~027)
由「弱者得勝遊戲」所延伸出來的遊戲。遊戲對象為黑木。贏了就給黑木1,000萬元，輸了則要切掉手指（出布輸了切五根手指、出剪刀輸了切兩根、出石頭輸就不必切手指）。後為刺激黑木再提出條件，贏了給在場的所有人追加100萬元。

### 第4輪遊戲「友誼有罪法庭」
概要(EPISODE.028~035)
在法庭裡進行，跟一般審判一樣。此遊戲沒有必要進行，只因四部誠違反規則才舉行的。可拒絕參加，仍可參加第5輪，但會失去四部誠。需說服由朋友遊戲官方選出來的「陪審員」收集到全部的無罪票（錢）即可。共196萬，對象為主角班上28人，收集無罪票的時間為一周，一周後對四部誠進行審判。
證人：宮部紗央莉、池市亮介、奧園實君。
基本規則
- 即使失敗也不會結束整個遊戲。

## 成年人的朋友遊戲

### 第一輪遊戲 「友情的牢籠」 Friend Prison
概要(EPISODE.036~047)
在一間監獄裡一共12個人。只要在監獄裡待著度過自己的刑期就算通關。刑期為20年，依據欠的錢推算出來的刑期。縮短刑期的方法為「監獄勞動」，完成後刑期歸零並通關遊戲。通關的人將每人獲得1億元。只要發現有人越獄，遊戲當場結束，剩下的人會因越獄者而受到連帶責任，每人加上4億的欠款。
監獄勞動：排完12萬個多米諾骨牌。
越獄：在這座監獄的某處藏有一種「特殊的鑰匙」，1支鑰匙只能讓一個人越獄。越獄成功將拿到特別獎勵的2億元。
告發：每天晚上由所有人一起進行的無記名投票，被選出的那個人會因有越獄嫌疑，直接遊戲結束成為流放人員且因為越獄未遂而加上1億的欠款。一人1票且全員過半數才成立。
基本規則
- 禁止使用暴力。使用暴力當場失去資格且加上1億的欠款。

### 第二輪遊戲 -前半程「輪船賭博」
概要(EPISODE.048~066)
包括片切友一在內的四支隊伍（海棠隊、魅島隊、神代隊）在一艘名為「榮光之日號」的豪華郵輪上舉行賭博，在船抵達終點（將舉行後半程比賽的地方）之前贏得的賭注，可以在比賽的後半程使用。
遊戲開始賭博本金為將隊伍中的人賣掉（每個人自身價值依主辦方評估後決定），賣掉的人最後可用同樣價錢贖回，被賣的人不能參與賭博，若遊戲結束後存在無法贖回的隊友，將由主辦方接管。
賭局基本是自行設定，可以選擇自己喜歡的賭博方式、設定賠率、創建自己的賭博方式，只要參與賭博的人皆同意即可。
基本規則
- 遊戲結束後每位船員都要付船費1000萬，拿不出來者一人將付1億罰金。

### 第二輪遊戲-後半程「殘殺朋友遊戲」
概要(EPISODE.067~087)
所有玩家要在一座20平方公里的島上跟一群嗜財殭屍大逃殺，隨著時間島上的活動範圍逐漸縮小，踏入禁區者立即淘汰，被嗜財殭屍捉住者身上所有財產將被沒收（包括朋友遊戲外的資產），每位玩家有自己的槍可射擊嗜財殭屍，讓嗜財殭屍停止行動，不同顏色子彈分別產生不同效果，子彈來源有分為跟主辦方交易或尋寶獲得。
基本規則
- 遊戲沒有限制時間，直到最後5名玩家存活才結束。
- 紅色子彈射中後可讓嗜財殭屍永久停止（等同於死亡），價值1億。
- 黃色子彈射中後可讓嗜財殭屍停止10秒，價值100萬。
- 黑色子彈射中後可讓玩家停止1分鐘，由主辦方藏在地圖上一個位置。

### 最終遊戲 「友盡遊戲」
概要(EPISODE.088~127)
在一座雪山中的小屋內進行，遊戲時間為兩個星期，兩個星期後生存下來者即可通關，有欠債的玩家將之前的欠債一筆勾銷且有一筆特別獎金45億（本次活動的盈餘），能拿獎金的人為最後通過投票者才可拿到。每個玩家有自己的手機，在這期間主辦方會持續分派任務（分為共通任務及個人任務）至玩家手機，無法完成任務者淘汰。
基本規則
- 小屋內所有成員禁止暴力（小屋外及個人任務不受影響）。
- 每個玩家為自己設定一組密碼（可以為一個字或一句話甚至是毫無意義的話即可）。
- 向主辦方說出一位玩家密碼，被猜中者該名玩家淘汰，猜錯者會受到相對應的懲罰：自己的真實密碼會被發送給該位玩家。
- 遊戲結束後存活下來的玩家互相投票（不能投自己），高票者即可獲得45億特別獎金。

## 出版書籍
| 冊數 | 講談社        | 講談社                                                  | 東立出版社     | 東立出版社             |
| 冊數 | 發售日期      | ISBN                                                    | 發售日期       | ISBN                   |
| ---- | ------------- | ------------------------------------------------------- | -------------- | ---------------------- |
| 1    | 2014年4月9日  | ISBN 978-4-06-395051-9                                  | 2015年9月23日  | ISBN 978-986-431-183-5 |
| 2    | 2014年7月9日  | ISBN 978-4-06-395119-6                                  | 2015年12月18日 | ISBN 978-986-431-184-2 |
| 3    | 2014年12月9日 | ISBN 978-4-06-395255-1                                  | 2016年12月29日 | ISBN 978-986-431-185-9 |
| 4    | 2015年4月9日  | ISBN 978-4-06-395364-0                                  | 2017年1月24日  | ISBN 978-986-431-481-2 |
| 5    | 2015年9月9日  | ISBN 978-4-06-395474-6                                  | 2017年11月2日  | ISBN 978-986-462-463-8 |
| 6    | 2016年2月9日  | ISBN 978-4-06-395593-4                                  | 2021年3月5日   | ISBN 978-986-332-374-7 |
| 7    | 2016年7月8日  | ISBN 978-4-06-395703-7                                  | 2024年3月14日  | ISBN 978-986-470-892-5 |
| 8    | 2016年12月9日 | ISBN 978-4-06-395834-8                                  |                |                        |
| 9    | 2017年5月9日  | ISBN 978-4-06-395946-8                                  |                |                        |
| 10   | 2017年10月6日 | ISBN 978-4-06-510240-4 ISBN 978-4-06-510579-5（特裝版） |                |                        |
| 11   | 2018年3月9日  | ISBN 978-4-06-511063-8                                  |                |                        |
| 12   | 2018年8月9日  | ISBN 978-4-06-512321-8                                  |                |                        |
| 13   | 2019年1月9日  | ISBN 978-4-06-513865-6                                  |                |                        |
| 14   | 2019年6月7日  | ISBN 978-4-06-515300-0                                  |                |                        |
| 15   | 2019年12月9日 | ISBN 978-4-06-517469-2                                  |                |                        |
| 16   | 2020年8月7日  | ISBN 978-4-06-520320-0                                  |                |                        |
| 17   | 2020年12月9日 | ISBN 978-4-06-521671-2                                  |                |                        |
| 18   | 2021年6月9日  | ISBN 978-4-06-523413-6                                  |                |                        |
| 19   | 2021年11月9日 | ISBN 978-4-06-525936-8                                  |                |                        |
| 20   | 2022年4月8日  | ISBN 978-4-06-527513-9                                  |                |                        |
| 21   | 2022年10月7日 | ISBN 978-4-06-529398-0                                  |                |                        |
| 22   | 2023年4月7日  | ISBN 978-4-06-530913-1                                  |                |                        |
| 23   | 2023年8月8日  | ISBN 978-4-06-532591-9                                  |                |                        |
| 24   | 2023年12月7日 | ISBN 978-4-06-533941-1                                  |                |                        |
| 25   | 2024年5月9日  | ISBN 978-4-06-535518-3                                  |                |                        |
| 26   | 2024年10月8日 | ISBN 978-4-06-537018-6                                  |                |                        |

## 2017年電視劇
《朋友遊戲》（日語：トモダチゲーム）於2017年首次被改編成日本電視劇與電影。電視劇版於4月6日至27日率先播放，電影版分為上篇及後篇兩部，分別於同年6月3日及9月2日上映。主演為吉澤亮

### 演員列表

#### C組
- 片切友一〈17〉：吉澤亮
- 美笠天智〈18〉：山田裕貴
- 四部誠〈17〉：大倉士門
- 澤良宜志法〈17〉：內田理央
- 心木遊〈17〉：根本凪

#### 營運團隊
- 東條蓮 ：久保田悠来 (原創角色)

### 製作團隊
- 原作：山口尊、画：佐藤友生
- 劇本：永江二朗・佐上佳嗣
- 監督：永江二朗
- 音樂：諸橋邦行
- 主題曲：天月「Mr.Fake」
- 片尾曲：上野優華「友達ごっこ」

## 2022年電視劇
《朋友遊戲R4》自2022年7月23日至9月10日在日本朝日電視網每週六晚間的「週六好劇」時段（23時0分－翌日0時0分）播出，由所屬傑尼斯事務所的小傑尼斯團體美 少年的6位成員，以及HiHi Jets的井上瑞稀、豬狩蒼彌主演。

### 演員列表

#### C組
- 片切友一〈17〉：浮所飞贵

高中二年級。雙親去世後，一直獨自居住。
- 美笠天智〈18〉：佐藤龍我

高中二年級；友一的同學。學年頂級的天才，父親是檢察官・美笠優高。
- 四部誠〈17〉：井上瑞稀

高中二年級；友一的同學。擔任學級委員長，體育萬能且家庭富裕，父親是市議會議員・四部正一。
- 澤良宜志法〈17〉：久保田紗友[8]

擔任班上副班長，令人信賴的存在。品行優良又認真的優等生。父親是警察官・澤良宜涉。
- 心木遊〈17〉：橫田真悠[8]

內向不說話但是性格溫和。擅長畫畫。高一時曾經被霸凌，但是現在擁有5位重要的朋友。

#### K組
- 紫宮京〈16〉：藤井直樹

身材嬌小可愛中性的男生。特徵是一頭紫髮。
- 門倉十藏〈18〉：岩崎大昇

籃球隊主將。是籃球隊夥伴5人的精神支柱。
- 鬼瓦百太郎〈17〉：豬狩蒼彌

高中二年級。雖然第一眼看起來很兇惡，但為人正直，正義感強，心地善良。
- 柱谷千聖〈17〉：金指一世

高中二年級。做任何事都高於平均水平，但認為自己沒有任何突出的地方並自稱「器用貧乏」。
- 丹羽萬里〈18〉：那須雄登

高中三年級。說話時話語常常是由歷史上的名言或漫畫的名台詞組成的不可思議的人物。

#### 營運團隊
- 火室Novell〈26〉：菊池風磨（Sexy Zone）[9]

朋友遊戲營運團隊的新人。在監控室監視遊戲戰況，曾經與友一有所關連。電視劇原創角色。
- 布袋昭稔〈55〉：杉本哲太[8]

朋友遊戲營運團隊的隊長。早早查覺到友一隱藏的本性，開始感到興趣。看到參加者痛苦的樣子很開心。
- 水瀨瑪麗亞〈22〉：片山友希[8]

朋友遊戲營運團隊的成員。喜歡有趣的東西。與布袋、火室一起監視C組的情況。
- 如月春〈29〉：內藤理沙[8]

朋友遊戲營運團隊的成員。負責網路和數據。管理參加者的債務、遊戲規則的監控等等。
- 瑪拉布君：伊藤俊介[10]（配音）

朋友遊戲的司儀。

### 製作團隊
- 編劇：樋口卓治、保木本真也
- 導演：及川拓郎、竹園元（朝日電視台）、鎌田敏明
- 配樂：中村佳紀
- 主題曲：Sexy Zone「Trust Me, Trust You.」（Top J Records）
- 首席製片：服部宣之（朝日電視台）
- 共同製片：浜田壯瑛（朝日電視台）、田中真由子（朝日電視台）、大田久美子（J Storm）、布施等（MMJ）、神通勉（MMJ）
- 制作協力：MMJ
- 製作：朝日電視台、J Storm

### 播出日程
| 各話      | 播出日期 | 副標題 | 標題 | 編劇                | 導演     |
| --------- | -------- | ------ | ---- | ------------------- | -------- |
| episode.1 | 7月23日  |        |      | 樋口卓治 保木本真也 | 及川拓郎 |
| episode.2 | 7月30日  |        |      | 樋口卓治 保木本真也 | 及川拓郎 |
| episode.3 | 8月06日  |        |      | 樋口卓治 保木本真也 | 竹園元   |
| episode.4 | 8月13日  |        |      | 樋口卓治 保木本真也 | 竹園元   |
| episode.5 | 8月20日  |        |      | 樋口卓治 保木本真也 | 及川拓郎 |
| episode.6 | 8月27日  |        |      | 樋口卓治 保木本真也 | 及川拓郎 |
| episode.7 | 9月03日  |        |      | 樋口卓治 保木本真也 | 及川拓郎 |
| episode.8 | 9月10日  |        |      | 樋口卓治 保木本真也 | 及川拓郎 |

| 朝日電視網 週六好劇                                   | 朝日電視網 週六好劇                         | 朝日電視網 週六好劇 |
| ----------------------------------------------------- | ------------------------------------------- | ------------------- |
|                                                       | 朋友遊戲R4 （2022年7月23日－9月10日）       |                     |
| 我的可愛已經快到有效期限!? （2022年4月16日－6月11日） | Boyfriend降臨! （2022年10月15日－12月17日） |                     |

## 外部連結

### 漫畫
- 《朋友遊戲》｜ マガメガ　MAGAMEGA （页面存档备份，存于）（日語）

### 電視劇&電影（2017年）
- 朋友遊戲電視劇&電影官網 （页面存档备份，存于）（日語）
- 電視劇&電影「朋友遊戲」的X（前Twitter）

### 電視劇（2022年）
- 週六好劇「朋友遊戲R4」朝日電視台官網（日語）
- 週六好劇「朋友遊戲R4」的X（前Twitter）
- 週六好劇「朋友遊戲R4」的Instagram帳戶
- 週六好劇「朋友遊戲R4」的TikTok

### 動畫
- 朋友遊戲官方網站 （页面存档备份，存于） （日語）
- 電視動畫「朋友遊戲」的X（前Twitter）
- 電視動畫「朋友遊戲」的Instagram帳戶
- 在Disney+上觀看《朋友遊戲》